# Lijst van voetbalinterlands Ghana - Verenigde Staten
Deze lijst van voetbalinterlands is een overzicht van alle officiële voetbalwedstrijden tussen de nationale teams van Ghana en de Verenigde Staten. De landen speelden tot op heden vijf keer tegen elkaar. De eerste ontmoeting, een groepswedstrijd tijdens het Wereldkampioenschap voetbal 2006, werd gespeeld in Neurenberg (Duitsland) op 22 juni 2006. De laatste ontmoeting, een vriendschappelijke wedstrijd, vond plaats op 17 oktober 2023 in Nashville.

## Wedstrijden
| № | Plaats        | Datum           | Competitie        | Wedstrijd                | Uitslag |
| - | ------------- | --------------- | ----------------- | ------------------------ | ------- |
| 1 | Neurenberg    | 22 juni 2006    | WK 2006           | Ghana – Verenigde Staten | 2 – 1   |
| 2 | Rustenburg    | 26 juni 2010    | WK 2010           | Verenigde Staten – Ghana | 1 – 2   |
| 3 | Natal         | 16 juni 2014    | WK 2014           | Ghana − Verenigde Staten | 1 − 2   |
| 4 | East Hartford | 1 juli 2017     | Vriendschappelijk | Verenigde Staten − Ghana | 2 − 1   |
| 5 | Nashville     | 17 oktober 2023 | Vriendschappelijk | Verenigde Staten − Ghana | 4 − 0   |

## Samenvatting
| Competitie        | Totaal gespeeld | Winst Ghana | Gelijk | Winst Verenigde Staten | Doelsaldo Ghana – Verenigde Staten |
| ----------------- | --------------- | ----------- | ------ | ---------------------- | ---------------------------------- |
| WK-eindronde      | 3               | 2           | 0      | 1                      | 5 − 4                              |
| Vriendschappelijk | 2               | 0           | 0      | 2                      | 1 − 6                              |
| Totaal            | 5               | 2           | 0      | 3                      | 6 − 10                             |

## Details

### Eerste ontmoeting
| WK 2006 (Neurenberg, Duitsland, 22 juni 2006): |                 | |
| Ghana | 2 – 1           | Verenigde Staten |
| Haminu Draman 22' Stephen Appiah 45+2' (pen.) | goals (assists) | 43' Clint Dempsey |
| Ratimir Dujkovic | bondscoach      | Bruce Arena |
| Richard Kingson John Mensah Illiasu Shilla Haminu Draman 80' Habib Mohamed Michael Essien Derek Boateng 46' Stephen Appiah John Paintsil Matthew Amoah 59' Razak Pimpong | opstellingen    | Kasey Keller Carlos Bocanegra Oguchi Onyewu 61' Steven Cherundolo 74' Eddie Lewis Clint Dempsey 40' Claudio Reyna Jimmy Conrad DaMarcus Beasley Brian McBride Landon Donovan |
| Otto Addo 46' Eric Addo 59' Alex Tachie-Mensah 80' | wissels         | 40' Ben Olsen 61' Eddie Johnson 74' Bobby Convey |
| Michael Essien 5' Illiasu Shilla 32' John Mensah 81' Stephen Appiah 90+2'                                                                                                | gele kaarten    | 7' Eddie Lewis |

### Tweede ontmoeting
| WK 2010 (Rustenburg, Zuid-Afrika, 26 juni 2010): |              | |
| Verenigde Staten | 1 – 2        | Ghana |
| Landon Donovan 62' (pen.) | goals        | 5' Kevin-Prince Boateng 93' Asamoah Gyan |
| Bob Bradley | bondscoach   | Milovan Rajevac |
| Tim Howard Steven Cherundolo Jay DeMerit Carlos Bocanegra Jonathan Bornstein Landon Donovan Michael Bradley Ricardo Clark 31' Clint Dempsey Robbie Findley 46' Jozy Altidore 90+1' | opstellingen | Richard Kingson John Paintsil Jonathan Mensah John Mensah 73' Hans Sarpei Anthony Annan 113' Samuel Inkoom Kwadwo Asamoah 78' Kevin-Prince Boateng André Ayew Asamoah Gyan |
| Maurice Edu 31' Benny Feilhaber 46' Hérculez Gómez 90+1' | wissels      | 73' Lee Addy 78' Stephen Appiah 113' Sulley Muntari |
| Carlos Bocanegra 68' | gele kaarten | 61' Jonathan Mensah 90+2' André Ayew |

### Derde ontmoeting
| WK 2014 (Natal, Brazilië, 16 juni 2014): |              | |
| Ghana | 1 – 2        | Verenigde Staten |
| André Ayew 82' | goals        | 1' Clint Dempsey 86' John Anthony Brooks |
| James Kwesi Appiah | bondscoach   | Jürgen Klinsmann |
| Adam Larsen Kwarasey Kwadwo Asamoah John Boye Jonathan Mensah Daniel Opare Mohammed Rabiu 71' André Ayew Sulley Muntari Christian Atsu 78' Asamoah Gyan Jordan Ayew 59' | opstellingen | Tim Howard DaMarcus Beasley 46' Matt Besler Geoff Cameron Fabian Johnson Jermaine Jones Kyle Beckerman 77' Alejandro Bedoya Michael Bradley Clint Dempsey 23' Jozy Altidore |
| Kevin-Prince Boateng 59' Michael Essien 71' Albert Adomah 78' | wissels      | 23' Aron Jóhannsson 46' John Anthony Brooks 77' Graham Zusi |
| Mohammed Rabiu 30' Sulley Muntari 90+2' | gele kaarten | |

GFA · A-internationals · Selecties ·  Bondscoaches · Ghanees vrouwenelftal · Ghana U21 · Ghana U20 · Ghana U19 · Ghana U18 · Ghana U17
1950 – 1959 ·
1960 – 1969 ·
1970 – 1979 ·
1980 – 1989 ·
1990 – 1999 ·
2000 – 2009 ·
2010 – 2019 ·
2020 − 2029
WK 2006 ·
WK 2010 · 
WK 2014
OS 1964 · 
OS 1968 · 
OS 1972 · 
OS 1976 · 
OS 1992 · 
OS 1996 ·
OS 2004
1950 · 
1951 · 
1952 · 
1953 · 
1954 · 
1955 · 
1956 · 
1957 · 
1958 · 
1959 · 
1960 · 
1961 · 
1962 · 
1963 · 
1964 · 
1965 · 
1966 · 
1967 · 
1968 · 
1969 · 
1970 · 
1971 · 
1972 · 
1973 · 
1974 · 
1975 · 
1976 · 
1977 · 
1978 · 
1979 · 
1980 · 
1981 · 
1982 · 
1983 · 
1984 · 
1985 · 
1986 · 
1987 · 
1988 · 
1989 · 
1990 · 
1991 · 
1992 · 
1993 · 
1994 · 
1995 · 
1996 · 
1997 · 
1998 · 
1999 · 
2000 · 
2001 · 
2002 · 
2003 · 
2004 · 
2005 · 
2006 · 
2007 · 
2008 · 
2009 · 
2010 · 
2011 · 
2012 · 
2013 ·
2014 ·
2015 ·
2016 ·
2017 ·
2018 ·
2019 ·
2020 ·
2021 ·
2022 ·
2023
Algerije ·
Angola ·
Argentinië ·
Australië ·
Benin ·
Bosnië en Herzegovina ·
Botswana ·
Brazilië ·
Burkina Faso ·
Burundi ·
Canada ·
Centraal-Afrikaanse Republiek ·
Chili ·
China ·
Comoren ·
Congo-Brazzaville ·
Congo-Kinshasa ·
Cuba ·
DDR ·
Denemarken ·
Duitsland ·
Egypte ·
Engeland ·
Equatoriaal-Guinea ·
Eritrea ·
Ethiopië ·
Gabon ·
Gambia ·
Griekenland ·
Guinee ·
Guinee-Bissau ·
IJsland ·
India ·
Indonesië ·
Irak ·
Iran ·
Italië ·
Ivoorkust ·
Jamaica ·
Japan ·
Joegoslavië ·
Kaapverdië ·
Kameroen ·
Kenia ·
Lesotho ·
Letland ·
Liberia ·
Libië ·
Madagaskar ·
Malawi ·
Maleisië ·
Mali ·
Marokko ·
Mauritius ·
Mexico ·
Montenegro · 
Mozambique ·
Namibië ·
Nederland ·
Nicaragua ·
Nieuw-Zeeland ·
Niger ·
Nigeria ·
Noorwegen ·
Oeganda ·
Oostenrijk ·
Portugal ·
Qatar ·
Rusland ·
Rwanda ·
Saoedi-Arabië ·
Sao Tomé en Principe ·
Senegal ·
Servië ·
Sierra Leone ·
Singapore ·
Slovenië ·
Soedan ·
Somalië ·
Swaziland ·
Tanzania ·
Thailand ·
Togo ·
Tsjaad ·
Tsjechië ·
Tunesië ·
Turkije ·
Uruguay ·
Verenigde Staten ·
Zambia ·
Zimbabwe ·
Zuid-Afrika ·
Zuid-Korea ·
Zwitserland
Brazilië (2006) · 
Duitsland (2014) ·
Italië (2006) · 
Ivoorkust (2015) · 
Portugal (2014) ·
Servië (2010) · 
Tsjechië (2006) · 
Verenigde Staten (2006) · 
Verenigde Staten (2014)
USSF · A-internationals · Selecties · Bondscoaches · Amerikaans vrouwenelftal · Olympisch elftal · USA -21 · USA -20 · USA -19 · USA -18 · USA -17
1885 – 1919 · 
1920 – 1929 · 
1930 – 1939 · 
1940 – 1949 · 
1950 – 1959 · 
1960 – 1969 · 
1970 – 1979 · 
1980 – 1989 · 
1990 – 1999 · 
2000 – 2009 · 
2010 – 2019 ·
2020 − 2029
CA 1993 · 
CA 1995 · 
CA 2007 · 
CA 2016
CC 1992 · 
CC 1999 · 
CC 2003 · 
CC 2009
WK 1930 · 
WK 1934 · 
WK 1950 · 
WK 1990 · 
WK 1994 · 
WK 1998 · 
WK 2002 · 
WK 2006 · 
WK 2010 · 
WK 2014
OS 1904 · 
OS 1924 · 
OS 1928 · 
OS 1936 · 
OS 1948 · 
OS 1952 · 
OS 1956 · 
OS 1972 · 
OS 1984 · 
OS 1988 · 
OS 1992 · 
OS 1996 · 
OS 2000 · 
OS 2008
Algerije ·
Antigua en Barbuda ·
Argentinië ·
Armenië ·
Australië ·
Azerbeidzjan ·
Barbados ·
België ·
Belize ·
Bermuda ·
Bolivia ·
Bosnië en Herzegovina ·
Brazilië ·
Canada ·
Chili ·
China ·
Colombia ·
Costa Rica ·
Cuba ·
Curaçao ·
Denemarken ·
DDR ·
Duitsland ·
Ecuador ·
Egypte ·
El Salvador ·
Engeland ·
Estland ·
Finland ·
Frankrijk ·
Ghana ·
GOS ·
Grenada ·
Griekenland ·
Guatemala ·
Guyana ·
Haïti ·
Honduras ·
Hongarije ·
Ierland ·
IJsland ·
Iran ·
Israël ·
Italië ·
Ivoorkust ·
Jamaica ·
Japan ·
Joegoslavië ·
Kaaimaneilanden ·
Kameroen ·
Koeweit ·
Letland ·
Liechtenstein ·
Luxemburg ·
Malta ·
Marokko ·
Martinique ·
Mexico ·
Moldavië ·
Nederland ·
Nederlandse Antillen ·
Nicaragua ·
Nieuw-Zeeland ·
Nigeria ·
Noord-Ierland ·
Noord-Korea ·
Noord-Macedonië ·
Noorwegen ·
Oekraïne ·
Oezbekistan ·
Oman ·
Oostenrijk ·
Panama ·
Paraguay ·
Peru ·
Polen ·
Portugal ·
Puerto Rico ·
Qatar ·
Roemenië ·
Rusland ·
Saint Kitts en Nevis ·
Saint Vincent en de Grenadines ·
Saoedi-Arabië ·
Schotland ·
Servië ·
Slovenië ·
Slowakije ·
Sovjet-Unie ·
Spanje ·
Thailand ·
Trinidad en Tobago ·
Tsjechië ·
Tsjecho-Slowakije ·
Tunesië ·
Turkije ·
Uruguay ·
Venezuela ·
Wales ·
Zuid-Afrika ·
Zuid-Korea ·
Zweden ·
Zwitserland
Algerije (2010) ·
België (2014) ·
Brazilië (2009, 2) ·
Duitsland (2014) ·
Engeland (2010) ·
Ghana (2006) · 
Ghana (2014) · 
Italië (2006) · 
Nederland (2022) ·
Portugal (2014) ·
Slovenië (2010) ·
Tsjechië (2006)